# تشوزن جيكوبس
تشوزن جيكوبس (مواليد 1 يوليو 2001) هو ممثل ومغني أمريكي، أشتهر لدوره في مسلسل هاواي فايف أو وفي فيلم إت.

## روابط خارجية
- تشوزن جيكوبس على موقع IMDb (الإنجليزية)
- تشوزن جيكوبس على موقع ميتاكريتيك (الإنجليزية)
- تشوزن جيكوبس على موقع روتن توميتوز (الإنجليزية)
- تشوزن جيكوبس على موقع ميوزك برينز (الإنجليزية)
- تشوزن جيكوبس على موقع قاعدة بيانات الفيلم (الإنجليزية)